# Whitton, Mid Suffolk
Whitton är en civil parish i Storbritannien.   Den ligger i grevskapet Suffolk och riksdelen England, i den sydöstra delen av landet, 110 km nordost om huvudstaden London.